# Euptychia pacarus
Euptychia pacarus är en fjärilsart som beskrevs av Jean Baptiste Godart 1823. Euptychia pacarus ingår i släktet Euptychia och familjen praktfjärilar. Inga underarter finns listade i Catalogue of Life.